# 游圭秀
游圭秀（7月7日—）是台灣的漫畫家。出生於台中市。血型A型，星座巨蟹座。
代表作為《儷人蠻》。

## 簡歷
- 學生時期起就嘗試漫畫投稿。曾獲得東立漫畫新人獎優選以及大然ACCO新人賞第2名。後以〈無言的青澀果實〉系列於大然《公主》雙週刊開始連載而正式出道。大然出版社倒閉後，2000年轉往東立出版社發展，以〈胭脂錯〉系列作品刊載於東立《瑪格麗特》半月刊（2009年起改為月刊）。2003年以〈儷人蠻〉於東立《瑪格麗特》半月刊開始連載，並以《儷人蠻》第1集獲得92年度行政院新聞局劇情漫畫獎。
- 其作品以古裝少女漫畫為主。畫工細膩，講究細節，頗受讀者歡迎。
- 現與漫畫家楊邵倫合組工作室並共同經營網誌。

## 作品一覽

### 短篇漫畫
- 花開七夕
- 夜難眠（刊載於《瑪格麗特》半月刊）
- 半熟方程式（刊載於《瑪格麗特》半月刊）
- 保健室的惡魔（刊載於《瑪格麗特》半月刊）
- 忠狗的憂鬱（刊載於《星少女》月刊2008年8月號、10月號）
- 蜜色距離（刊載於《星少女》月刊2009年4月號）
- 桑言2語狀元堂（刊載於《瑪格麗特》半月刊，內容為成語教學小企劃單元）

### 長篇漫畫
- 胭脂錯
- 壞心的皇后
- 儷人蠻（連載於《瑪格麗特》半月刊2006年第16期完結）

### 單行本
- 青澀果實（全2集）大然
- 胭脂錯（全2集）東立
- 壞心的皇后（全1集）東立
- 儷人蠻（全3集）東立
- 桑言2語狀元堂（上下冊）東立

## 外部連結
- 無聊各倫秀（游圭秀與楊卲倫共同網誌）
- 游圭秀介紹 （页面存档备份，存于）